# Костарика
Костарика (шп. Costa Rica), званично Република Костарика (шп. República de Costa Rica), држава је у Средњој Америци . Према северу се граничи са Никарагвом, према југоистоку са Панамом, према истоку излази на Карипско море а према западу на Тихи океан. 
Костарика је земља која од 1949. нема војску, што је дефинисано и њеним уставом. Једина је латиноамеричка земља која има демократску власт од 1950. или раније. Костарика је константно међу водећим земљама Латинске Америке по Индексу хуманог развоја, док је у светским оквирима на 62. месту, према подацима за 2012. годину.
По Индексу заштите животне средине (енгл. Environmental Performance Index) на петом је месту у свету и на првом у Америци. Влада Костарике је 2007. обзнанила план да до 2021. Костарика постане прва земља на свету са нултом емисијом угљеника.

## Географија

### Положај
Костарика се налази на средњоамеричкој превлаци, између 8 и 12 степени СГШ и 82 и 86 степени ЗГД. Према истоку излази на Карипско море у дужини ид 212 km, према западу излази на Тихи океан у дужини од 1016 km, према северу се у дужини од 309 km граничи са Никарагвом, према југоистоку се граничи са Панамом, са којом има границу у дужини од 639 km. Површина Костарике је 51.100 km² уз 589 km² територијалних водâ.

### Геологија и рељеф
Највиши врх у земљи је Серо Чирипо (шп. Cerro Chirripó) који је висок 3819 m; што га чини петим врхом по висини у Средњој Америци. Највиши вулкан у Костарики је вулкан Иразу (шп. Irazú) висок 3431 m. Највеће језеро у Костарики је језеро Аренал.
Највећа острва у која припадају Костарики су: Калеро са површином од 151,6 km² и Кокос са површином од 24 km².

### Клима
С обзиром на близину екватора Костарику карактерише тропска клима. Међутим у Костарики постоји више микроклиматских области које се јављају због надморске висине, количине падавина, топографије и географије појединих области.
Костарика има два годишња доба која су одређена према количини падавина у одређеном раздобљу. Лето, тј. суво годишње доба, траје од децембра до априла, док зима, или кишно годишње доба, траје од маја до новембра, што се скоро поклапа са сезоном урагана на Атлантику, и током овог периода киша непрестано пада у одређеним деловима Костарике.
Највише падавина је на падинама планине Кордиљера Сентрал са карипске стране, више од 5000 mm годишње. Влажност је већа на карипској него на пацифичкој страни. Просечна годишња температура је у обалском делу 27 степени, 20 степени у најнасељенијем делу планине Кордиљера Сентрал, и испод 10 °C на највишим планинама у земљи.
| Клима Костарике                  | Клима Костарике | Клима Костарике | Клима Костарике | Клима Костарике | Клима Костарике | Клима Костарике | Клима Костарике | Клима Костарике | Клима Костарике | Клима Костарике | Клима Костарике | Клима Костарике | Клима Костарике |
| Показатељ \ Месец                | .Јан.           | .Феб.           | .Мар.           | .Апр.           | .Мај.           | .Јун.           | .Јул.           | .Авг.           | .Сеп.           | .Окт.           | .Нов.           | .Дец.           | .Год.           |
| -------------------------------- | --------------- | --------------- | --------------- | --------------- | --------------- | --------------- | --------------- | --------------- | --------------- | --------------- | --------------- | --------------- | --------------- |
| Максимум, °C (°F)                | 27 (81)         | 27 (81)         | 28 (82)         | 28 (82)         | 27 (81)         | 27 (81)         | 27 (81)         | 27 (81)         | 26 (79)         | 26 (79)         | 26 (79)         | 26 (79)         | 26,8 (80,5)     |
| Минимум, °C (°F)                 | 17 (63)         | 18 (64)         | 18 (64)         | 18 (64)         | 18 (64)         | 18 (64)         | 18 (64)         | 18 (64)         | 17 (63)         | 18 (64)         | 18 (64)         | 18 (64)         | 17,8 (63,8)     |
| Количина падавина, mm (in)       | 6,3 (0,248)     | 10,2 (0,402)    | 13,8 (0,543)    | 79,9 (3,146)    | 267,6 (10,535)  | 280,1 (11,028)  | 181,5 (7,146)   | 276,9 (10,902)  | 355,1 (13,98)   | 330,6 (13,016)  | 135,5 (5,335)   | 33,5 (1,319)    | 1,971 (77,6)    |
| Сунчано време — месечни проценти | 40              | 37              | 39              | 33              | 25              | 20              | 21              | 22              | 20              | 22              | 25              | 34              | 28,2            |
| Извор:                           |                 |                 |                 |                 |                 |                 |                 |                 |                 |                 |                 |                 |                 |

### Флора и фауна
Више од четвртине површине Костарике чине национални паркови. Такође, Костарика има највећу густину биљних и животињских врста на свету.
Један национални парк, Национални парк Корковадо, међународно је познат међу еколозима по свом биодиверзитету (укључујући велике мачке и тапире) и ту посетиоци могу да очекују да виде обиље дивљих животиња. Корковадо је једини парк у Костарики у коме се могу наћи све четири врсте костариканских мајмуна. Костарика је прва тропска земља која је зауставила и поништила крчење шума; успешно је обновила своје шумарство и развила услугу екосистема за подучавање биолога и еколога о мерама заштите животне средине.

## Историја

### Преколумбовско раздобље
Преколумбовска Костарика се сврстава у Истмо-колумбијску област. На полуострву Никоја, на северозападу земље, пре доласка Шпанаца се налазила Науатл култура, док су у другим деловима Костарике живели народи који су говорили чибча језиком.
Утицај урођеничких народа на савремену костариканску културу је релативно мали у односу на друге земље, јер на територији данашње Костарике пре доласка Шпанаца није постојала снажна домородачка цивилизација. Већина урођеника се стопила са шпанским колонистима, осим малих остатака, од којих су најзначајнији народи Брибри и Борука који и даље настањују планине Кордиљера де Таламанка на југу Костарике.

### Шпанска колонизација
Шпанска колонизација је започела 1502. доласком Кристифора Колумба на источну обалу данашње Костарике. Након овог путовања уследиле су бројне шпанске експедиције, да би 1524. била основана прва шпанска колонија Виља Бруселас. Током шпанске владавине Костарика је углавном била најјужнија провинција Генералне капитаније Гватемале, која је формално била део Вицекраљевства Нова Шпанија, али је у стварности функционисала као аутономан регион унутар Шпанске империје. Удаљеност Костарике од главног града у Гватемали, законска забрана трговања са својим јужним суседом Панамом, у то време делом Вицекраљевства Нова Гранада, и недостатак сировина као што су злато и сребро допринели су да Костарика постане сиромашна, изолована и ретко настањена област Шпанске империје.
Још један важан чинилац који је допринео сиромаштву Костарике је недостатак урођеника који су служили као робовска радна снага, што је значило да су досељеници морали сами да обрађују своју земљу те није било могуће стварање хасијенди тј. великих газдинстава. Због свега овога шпанска Круна није придавала значај Костарики и оставила ју је да се сама развија. Сиромаштво ситних земљопоседника, недостатак робовске радне снаге, етничка и језичка хомогеност, и изолованост Костарике од шпанских колонијалних центара у Мексику и на Андима допринели су развоју једног аутономног аграрног друштва. Такође, развила се традиција егалитаризма. Костарика је у овом раздобљу постала „рурална демократија“ без местика или урођеника који би ометали развој друштва.

### Независност
Као и у другим деловима Средње Америке ни Костарика се није борила за независност од Шпаније. Дана 15. септембра 1821, након последњег пораза Шпанаца у Мексичком рату за независност, власти у Гватемали су прогласиле независност целе Средње Америке. Овај дан се слави као Дан независности у Костарики. 
Заједно са другим средњоамеричким државама Костарика се прикључила краткотрајном Првом мексичком царству на чијем челу је био Агустин де Итурбиде. Након његове пропасти 1823. Костарика је постала провинција Уједињених провинција Средње Америке, које су постојале од 1823. до 1839. Године 1824. главни град Костарике је постао Сан Хосе, што је скоро довело до сукоба са бившим главним градом Картагом. Иако је Уједињене провинције Средње Америке захватио грађански рат и борбе између политичких фракција у Костарики није било већих сукоба.
Године 1838. када су Уједињене провинције Средње Америке практично престале да постоје, Костарика је прогласила независност. За првог председника је изабран Хосе Марија Кастро Мадриз.
Током владавине Хуана Рафаела Море Пораса 1856. године Костарика је била изложена опасности од америчког пустолова Вилијама Вокера. Наиме, он је желео да Средњу Америку учини колонијом и да уведе робовласништво. Такође, желео је да доведе још америчких пустолова и колониста. Због тога је председник Костарике Хуан Порас између новембра 1855. и марта 1856. издао два прогласа којима је упозорио на опасност од америчких пустолова и позвао народ на оружје. Пустолови су поражени 20. марта 1856. у бици код Санта Росе и бици код Риваса 11. априла исте године.
Током владавине Томаса Гвардије Гутијереза (1870—1882) Костарика је остварила корист од великих страних инвестиција у железницу и осталу инфраструктуру. Железничка пруга од Средишње висоравни до карипске луке Пуерто Лимон завршена је 1890. На изградњи те железнице учествовали су имигранти са Јамајке.

### 20. век
Током историје, политичка сцена Костарике била је много мирнија и стабилнија него у другим земљама Латинске Америке. Од краја 19. века Костарику су у два наврата задесили периоди озбиљног насиља. Од 1917. до 1919. државом је владао генерал Федерико Тиноко Гранадос. Након његовог протеривања смањена је величина, моћ и политички утицај војске. Други пут је до сукоба дошло 1948. након председничких избора на којима је Отилио Улате победио бившег председника Рафаела Калдерона. Протести око исхода избора прерасли су у оружани сукоб у ком су снаге предвођене Хосеом Фигересом Ферером поразиле костариканску армију предвођену председником Теодором Пикадом, и комунистичке герилце. У борбама је погинуло више од две хиљаде људи а 44-дневни грађански рат је био најкрвавији догађај у 20. веку у Костарики.
Након успоставе власти војна хунта је распустила војску и једнострано донела нови устав. Војна хунта је 8. новембра 1949. предала власт новој демократској власти. После државног пуча Фигерес је постао национални јунак, победивши 1953. године на првим изборима по новом уставу.

## Административна подела
Костарика је подељена на седам провинција и на 81 кантон. На челу кантона се налази градоначелник којег народ бира на изборима сваке четири године. Кантони су подељени на дистрикте, којих има 473.
Провинције Костарике:
1. Алахуела
2. Картаго
3. Гванакасте
4. Ередија
5. Лимон
6. Пунтаренас
7. Сан Хосе

## Управа

### Спољни односи
Костарика је једна од активних чланица Уједињених нација и Организације америчких држава. У њој су смештени Интерамерички суд за људска права и Универзитет мира Уједињених нација. Такође, чланица је бројних међународних организација које се баве људским правима и демократијом.
Главни спољнополитички циљ Костарике је неговање људских права и одрживог развоја као вида обезбеђивања стабилности и раста.
Бивши председник Костарике Оскар Аријас је 18. марта 2009. успоставио дипломатске везе са Кубом које су прекинуте 10. септембра 1961.
Са Никарагвом, Костарика има вишегодишње неслагање око границе на реци Сан Хуан. Ово се првенствено односи на право пловидбе за костариканску страну. Године 2010. дошло је до несугласица око острва Калеро (шп. Isla Calero), и последица које изазива прокопавање корита у тој области.
Међународни суд правде у Хагу је 14. јула 2009. потврдио пресуду по којој Костариканци имају права да користе реку у комерцијалне сврхе ради очувања рибарења на њиховој страни реке.
Костарика је 1. јуна 2007. прекинула дипломатске односе са Тајваном, и била је прва средњоамеричка држава која је то учинила. Тадашњи председник Оскар Аријас је признао да је то учињено због економских потреба. У знак захвалности, Народна Република Кина је изградила у Костарики један нови, 100 милиона долара вредан, модеран фудбалски стадион, у провинцији Сан Хосе.
Костарика је три пута бирана за несталног члана Савета безбедности Уједињених нација, последњи пут 2007. године.

## Становништво
| Промена броја становника Костарике | Промена броја становника Костарике | Промена броја становника Костарике |
| Година пописа                      | Број становника                    | %±                                 |
| ---------------------------------- | ---------------------------------- | ---------------------------------- |
| 1864.                              | 120.499                            | —                                  |
| 1883.                              | 182.073                            | 51,1                               |
| 1892.                              | 243.205                            | 33,6                               |
| 1927.                              | 471.524                            | 93,9                               |
| 1950.                              | 800.875                            | 69,8                               |
| 1963.                              | 1.336.274                          | 66,9                               |
| 1973.                              | 1.871.780                          | 40,1                               |
| 1984.                              | 2.416.809                          | 29,1                               |
| 2000.                              | 3.810.179                          | 57,7                               |
| 2011.                              | 4.301.712                          | 12,9                               |

Према попису из 2011. Костарика је имала 4.301.712 становника. Белци, кастици и местици су чинили 83,63% становништва, док је црнаца било 1,05%, 6,12% мулата, 2,4% Индијанаца, 0,2% Кинеза и 6,6% осталих.
У Костарики има нешто више од 104.000 Индијанаца тј. припадника домородачких народа. Већина их живи изолованим резерватима и подељени су на осам етничких група: Китириси (у Средишњој долини); Матамбу или Чоротега (у Гванакастеу); Малеку (северна Алахуела), Брибри (јужни део карипског приобаља), Кабекар (Кордиљера де Таламанка), Гвајми (југ Костарике, дуж границе са Панамом), Борука и Тераба (јужна Костарика). 38.550 држављана Костарике говори неки од домородачких језика као матерњи, а најраспрострањенији је буглере (18.000).
Белачко становништво је углавном шпанског порекла, уз значајан број људи италијанског, немачког, енглеског, холандског, француског, ирског, португалског, либанског, мароканског, сиријског и пољског порекла, такође постоји и прилично велика јеврејска заједница. Већина црнаца, тј. Костариканца афричког порекла, су потомци имиграната са Јамајке, говорника креолског енглеског. 
У Костарики има знатно мање људи из мешовитих бракова између белаца и Индијанаца, него у другим латиноамеричким земљама. Изузетак је једино провинција Гванакасте, где скоро половину становништва чине местици.
У Костарики је велики број избеглица, углавном из Колумбије и Никарагве. Као резултат тога и илегалне имиграције процењује се да између 10 и 15% становништва, што је између четиристо и шестсто хиљада људи, чине Никарагванци. Одређени број Никарагванаца долази у Костарику као сезонски радници. Током седамдесетих и осамдесетих година 20. века велики број избеглица из земаља Латинске Америке дошао је у Костарику, највише из Чилеа и Аргентине, као и из Салвадора.
Према подацима Светске банке у 2010. у Костарики је било 489.200 избеглица, углавном из Никарагве, Панаме, Салвадора, Хондураса, Гватемале, и Белизеа, док је 125.306 Костариканаца живело ван земље у САД, Панами, Никарагви, Шпанији, Мексику, Канади, Немачкој, Венецуели, Доминиканској Републици, и Еквадору.

## Привреда
Земља се сматра економски стабилном са умереном инфлацијом, процењеном на 2,6% у 2017. години, и умерено високим растом БДП-а, који се повећао са 41,3 милијарде америчких долара у 2011. на 52,6 милијарди америчких долара у 2015. Процењени БДП за 2017. годину износи 61,5 милијарди америчких долара, а процењени БДП по становнику (паритет куповне моћи) је 12 382 америчких долара. Растући дуг и буџетски дефицит су примарна брига земље.Студија Организације за економску сарадњу и развој из 2017. године упозорила је да смањење спољног дуга мора бити приоритет владе. Друге фискалне реформе такође су препоручене за ублажавање буџетског дефицита.
Влада пружа високу квалитету здравствене заштите по ниским трошковима за кориснике. Становање је такође врло повољно. Костарика је у Латинској Америци препозната по квалитету свог образовног система. Због свог образовног система, Костарика има једну од највиших стопа писмености у Латинској Америци, 97%. Извештај америчке владе потврђује да је земља „историјски стављала висок приоритет образовању и стварању квалификоване радне снаге“, али напомиње да се стопа напуштања средње школе повећава. Такође, Костарика би имала користи од више курсева на језицима као што су енглески, португалски, мандарински и француски, као и из науке, технологије, инжењерства и математике (СТЕМ)

### Tрговина
Костарика има споразуме о слободној трговини са многим земљама, укључујући САД. Не постоје значајне трговинске баријере које би могле утицати на увоз, а земља снижава царине у складу са другим земљама Централне Америке.Зоне слободне трговине у земљи дају подстицај производној и услужној индустрији да послују на Костарики. У 2015. су зоне подржале преко 82 хиљаде директних послова и 43 хиљаде индиректних радних места у 2015. години, а просечне зараде у ФТЗ-у биле су 1,8 пута веће од просека за приватна предузећа раде у остатку земље. На пример, Амазон је 2016. имао око 3.500 запослених у Костарики и планирао је да то повећа за 1.500 у 2017. години.
Централна локација омогућава приступ америчким тржиштима и директан приступ океанима у Европу и Азију. Најважнији извоз у 2015. години (редоследом вредности долара) били су медицински инструменти, банане, тропско воће, интегрисани кругови и ортопедски уређаји. Укупан увоз те године износио је 15 милијарди америчких долара. Најзначајнији производи увезени у 2015. години (по редоследу вредности долара) били су рафинисана нафта, аутомобили, паковани лекови, опрема за емитовање и рачунари. Укупан извоз износио је 12,6 милијарди америчких долара за трговински дефицит од 2,39 милијарди америчких долара у 2015. години.

### Пацифизам
Дана 1. децембра 1948. Костарика је укинула своју војну силу. 1949. године укидање војске уведено је у члан 12. устава Костарике. Буџет који је раније био намењен војсци сада је намењен пружању здравствених услуга и образовању. Према ДВ-у, „Костарика је позната по стабилној демократији, прогресивним социјалним политикама, попут бесплатног, обавезног јавног образовања, високог социјалног благостања и нагласка на заштити животне средине“.
2017. године Костарика је потписала уговор УН-а о забрани нуклеарног оружја.

## Култура
Костарика је била тачка сусрета мезоамеричке и јужноамеричке културе. Северозапад земље, полуострво Никоја, био је најјужнија тачка културног утицаја Нахуатла када су шпански освајачи (конкистадори) дошли у 16. веку. Централни и јужни делови земље имали су Чибча утицаје. У међувремену је атлантска обала била насељена афричким радницима током 17. и 18. века.
Као резултат досељавања Шпанаца, њихова шпанска култура из 16. века и њена еволуција обележили су свакодневицу и културу до данас, са шпанским језиком и католичком религијом као примарним утицајем.
Одељење за културу, омладину и спорт задужено је за промоцију и координацију културног живота. Рад одељења подељен је на Дирекцију културе, визуелне уметности, сценске уметности, музику, наследство и систем библиотека. Стални програми, попут Националног симфонијског оркестра Костарике и Омладинског симфонијског оркестра, повезница су две области рада: култура и млади.
Плесно оријентисани жанрови, као што су сока, салса, бачата, меренге, кумбија и костарикански свинг, све више уживају старији него млађи људи. Гитара је популарна, посебно као пратња народних плесова; међутим, маримба је постала национални инструмент.
У новембру 2017. часопис National Geographic прогласио је Костарику најсрећнијом земљом на свету. Чланак је садржао овај резиме: „Костариканци уживају у једноставности свакодневног живота у потпуности на месту које ублажава стрес и максимизира радост“. Не чуди нас што је једна од најпрепознатљивијих фраза међу „Тикосима“ „пура вида“, односно чисти живот у дословном преводу. Она одражава животну филозофију становника, означавајући једноставан живот, без стреса, позитиван, опуштен осећај. Израз се користи у разним контекстима у разговору. Људи који шетају улицама или купују храну у продавницама поздраве се пура вида. Може се изразити као питање или као потврда нечијег присуства. Препоручени одговор на „Како сте?“ би био „пура вида.“ У тој употреби би се могао превести као „сјајан“, што указује да је све у реду. Кад би се користило као питање, конотација би била „све иде добро?“ или „како си?“.
Костарика се на 12. месту пласирала на индекс срећних планета за 2017. годину у извештају УН-а о светској срећи, али се каже да је та земља најсрећнија у Латинској Америци. Разлози укључују висок ниво социјалних услуга, бригу о својим становницима, дуго очекивано трајање живота и релативно ниску корупцију. 

### Кухиња
Костариканска кухиња је спој порекла индијанских, шпанских, афричких и многих других кухиња. Јела попут традиционалног тамалеа и многих других направљених од кукуруза најрепрезентативнија су међу његовим аутохтоним становницима и слична суседним мезоамеричким земљама. Шпанци су у земљу из других земаља донели много нових састојака, посебно зачина и домаћих животиња. А касније у 19. веку, афрички укус пружио је своје присуство утицајем других мешаних укуса Кариба. Овако је кухиња Костарике данас веома разнолика, са сваком новом етничком групом која је недавно постала део становништва земље, која утиче на кухињу те земље.
Пиринач и пасуљ су укључени у скоро сваки костарикански оброк, чак и доручак. Кромпир је још једна основна костариканска храна. Свињетина и говедина су месо које се најчешће једу, али јела од пилетине и рибе су такође широко доступна, посебно на карипској обали.

#### Традиционална јела
Гало пинто, које има дословно значење „пегави петао“, национално је јело Костарике. Састоји се од пиринча и пасуља помешаних заједно у тигању како би створио пегави изглед. Обично се служи за доручак заједно са кајганом или прженим јајима и павлаком или сиром.
За ручак се традиционални оброк назива касадо. Касадо буквално на шпанском значи „ожењен мушкарац“, стекавши то име када би супруге спаковале мужев ручак у лист банане кад би одлазили да раде у поље. Поново се састоји од пиринча и пасуља који се послужују један поред другог уместо мешаног. Обично ће бити нека врста меса (говедина, риба, свињски котлет или пилетина) и салата која заокружује јело. Ту могу бити и неки додаци попут пржене боквице (патакони или мадуро), парче белог сира или кукурузне тортиље у пратњи.
Један од најпознатијих сосева је сос Salsa Lizano.
Боkас или бокитас су предјела у костариканском стилу, која се обично састоје од мале грицкалице или дела јела који се обично служи уз главни оброк. Они су доступни у већини барова, таверни и на великим скуповима и забавама. Патакони су типична бокита, заједно са галозима, или мали такоси у тико стилу који се састоји од говедине, пилетине или арачаша (шкробног поврћа) у топлој кукурузној тортиљи.
Кафа, која је већ један од највећих извоза Костарике, нуди се у готово свим ресторанима и домаћинствима у земљи. Служи се црно или са млеком (познато као кафа кон лече), углавном је јако и висококвалитетно.
Агва дулче је уобичајено пиће направљено од тапа де дулче (сирови шећер од трске, такође назван панела) растворен у врућој води. Ово пиће је посебно често у хладнијим планинама и околним планинама земље.

### Образовање
Стопа писмености у Костарики је приближно 97 процената, а енглески се широко говори првенствено због туристичке индустрије Костарике. Када је војска укинута 1949. године, речено је да ће „војска бити замењена војском учитеља“.Универзално јавно образовање загарантовано је уставом; основно образовање је обавезно, а и предшколска и средња школа су бесплатни. Ученици који заврше 11. разред добијају костариканску Бачилерато диплому акредитовану од костариканског Министарства образовања.
Постоје и државни и приватни универзитети. Универзитет у Костарики добио је титулу „Заслужна институција костариканског образовања и културе“.

### Здравље
Према УНДП-у, 2010. године очекивано трајање живота Костариканаца при рођењу било је 79,3 године. Полуострво Никоја се сматра једном од плавих зона на свету, где људи обично живе више од 100 година. Нова економска фондација (НЕФ) рангирала је Костарику на првом месту у свом индексу срећних земаља 2009. године и 2012. године. Индекс мери здравље и срећу коју производе по јединици уноса у животну средину. Према НЕФ-у, предност Костарике је због веома високог очекиваног животног века, који је други по величини у Америци и већи од Сједињених Држава. Костарика је наведена као велика успешна земља када је реч о здравственом успеху Централне Америке. Њен здравствени систем је рангиран више од америчког, упркос томе што има мали део њеног БДП-а.
Примарне здравствене установе на Костарики укључују здравствене клинике са лекаром опште праксе, медицинском сестром, службеницом, фармацеутом и техничарком примарне здравствене заштите. У 2008. години било је пет специјалних националних болница, три опште националне болнице, седам регионалних болница, 13 периферних болница и 10 главних клиника које су служиле као реферални центри за клинике примарне здравствене заштите, које такође пружају биопсихосоцијалне услуге, породичне и друштвене медицинске услуге и промоцију и превентивни програми. Пацијенти могу одабрати приватну здравствену заштиту како би избегли листе чекања. 
Костарика је међу земљама Латинске Америке које су постале популарне дестинације за медицински туризам.Костарика је 2006. примила 150.000 странаца који су дошли на лечење. Костарика је Американцима посебно привлачна због географске близине, високог квалитета медицинских услуга и нижих медицинских трошкова.
Од 2012. године пушење у Костарики подлеже неким од најрестриктивнијих прописа на свету.

## Спорт
Костарика је први пут учествовала на Летњој Олимпијади 1936. године, а на Зимским Олимпијским играма по први пут 1980. године. Све четири олимпијске медаље Костарике освојиле су сестре Силвија и Клаудија Пол у пливању, а Клаудија је освојила једину златну медаљу 1996. године.
Фудбал је најпопуларнији спорт у Костарики. Највећи успех репрезентације је пласман у четвртфинале на Светском првенству 2014. године у Бразилу. У осмини финала Светског првенства, победили су Грчку након бољег извођења једанаестераца 5:3 (1:1 у регуларном делу), Теофанис Гекас је промашио пенал у четвртој серији. Четвртфинални меч су изгубили од Холандије, овај пут су они претрпели пораз после извођења једанаестераца 4:3 (0:0 у регуларном делу). На Златном купу КОНКАКАФ-а учествовали су 18 пута и највећи успеси су им титуле шампиона које су освојили три пута: 1963, 1969 и 1989. Учествовали су 5 пута на Копа Америци где су поражени у четвртфиналу 2001. и 2004. године.